# 오행가
오행가(일본어: 五行歌 고쿄카[*])는 고사기에 남겨져 있던 자유율 정형시다.

## 다섯 규칙
- 오행 노래는 와카와 고대가요에 기초하여 새로 만들어진 새로운 형식의 시이다.
- 작품은 5행으로 구성된다. 예외로 4행, 6행도 희소하게 인정한다.
- 일행은 주제를 의미한다.
- 글자수에 제한을 두지 않지만 작품에 시적인 느낌을 갖게 한다.
- 내용 등에 제약을 받지 않는다.

## 같이 보기
- 와카